# Barbara Juen
Barbara Juen (* 1960) ist eine österreichische Psychologin, renommierte Spezialistin im Feld der
Krisenintervention bei Großschadensereignissen und Hochschullehrerin in Innsbruck.

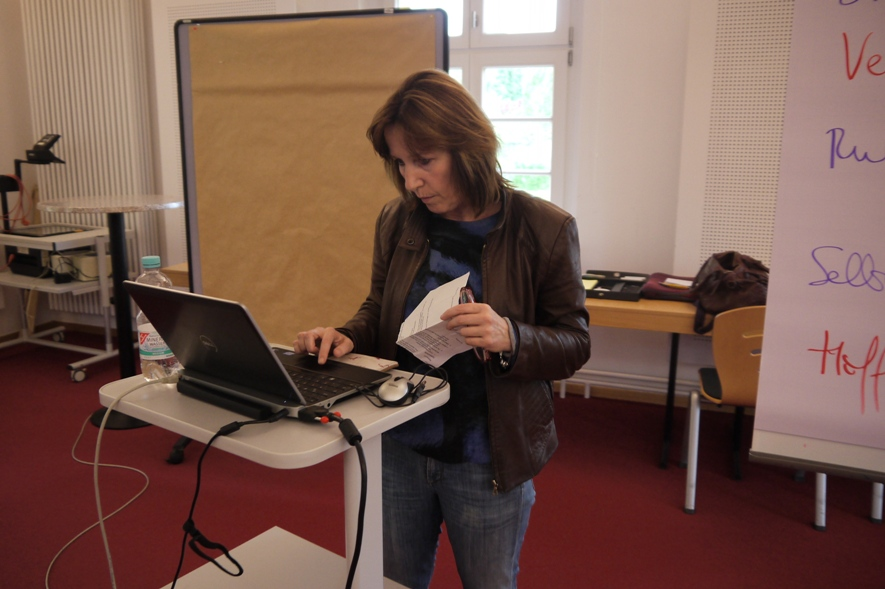
Barbara Juen 2013

## Beruflicher Werdegang
Die Psychologin Barbara Juen promovierte 1989 zum Thema Moral-Entwicklung und Spracherwerb. Von 1988 bis 1991 war sie Leiterin einer Innsbrucker Jugendberatungsstelle. Ab 1992 arbeitete sie am Fachbereich Psychologie der Uni Innsbruck. 1993 erwarb sie den Status einer Klinischen Psychologin.
Sie habilitierte sich 2001 mit einer Arbeit über Konfliktregulierung in frühen Mutter-Kind Interaktionen.

## Leistungen
Juen leitet an der Innsbrucker Universität die Arbeitsgruppe Psychotraumatologie und Notfallpsychologie. Sie ist Mitbegründerin des ersten Kriseninterventions-Teams des österreichischen Roten Kreuzes und entwickelte das entsprechende Curriculum. Seit 2004 ist sie auch Leiterin der psychologischen Versorgung des Roten Kreuzes. Seit 2000 trainiert sie Notfallpsychologen. Seit 2002 ist sie als Beraterin für psychotraumatologische Fragen sowohl fallbezogen und für Kliniken als auch in der Forschung tätig. 2003 wurde sie außerordentliche Universitätsprofessorin in Innsbruck. Zusätzlich ist sie als Lehrende und Dissertationsbetreuerin an der Universität Nikosia tätig.
Sie hat zahlreiche Fachtagungen mitorganisiert. Von 1995 bis 2010 referierte sie über 80 Mal anlässlich einschlägiger Tagungen und Kongresse in Europa.
Zu ihren Praxiseinsätzen gehörten nach Großschadensereignissen
- Psychosoziale Interventionen für Kosovo-Flüchtlinge, 1999
- Snowboard-event-Unfall (Air & Style) in Bergisel, 1999
- Busunfall in Vomp, 2000.
- Brandkatastrophe der Gletscherbahn Kaprun 2, 2000
- Tsunami 2004
- Überschwemmung in Tirol, 2005
- Seilbahnunfall in Sölden, 2005

## Forschung
Juen forscht in den Feldern Emotionen, Konflikte und ihre Regulation und allgemeine sowie spezielle Psychotraumatologie bei Kindern und Jugendlichen.

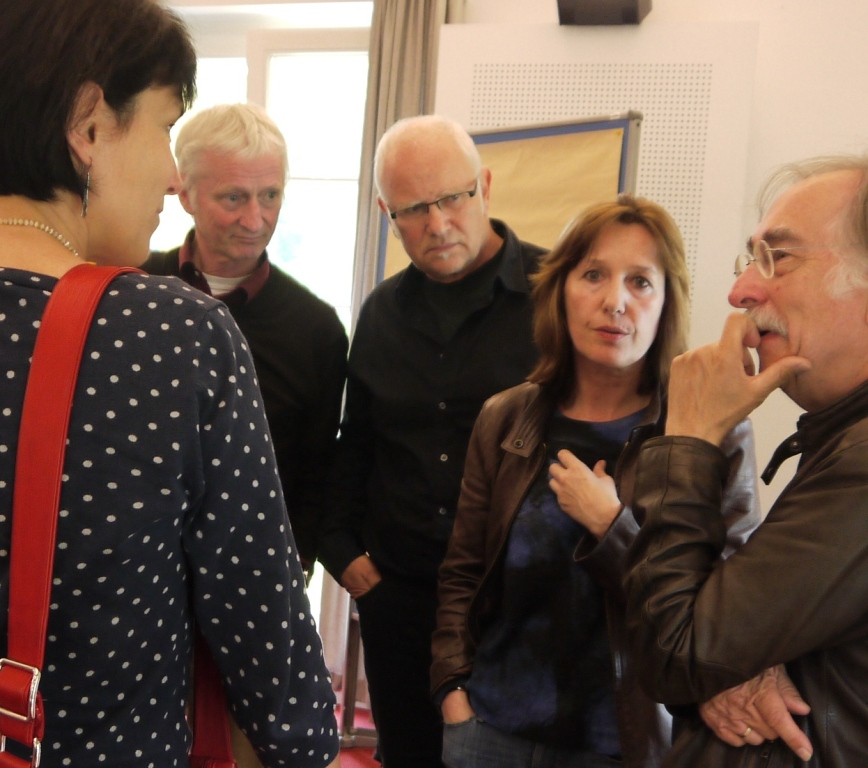
Notfallpsychologen Buckwitz, Winther, Günther, Juen und Paetsch

### Beratung ausländischer Teams
- Slovakia 2008: Training of crisis intervention teams
- Indonesia (2008): Volunteer support project data collection and supervision
- Israel (2008): Training in psychological first aid for paramedics, consultation in building up crisis intervention teams
- India (2009): SOS childrens´ villages finding culture specific indicators of wellbeing in children and guidance for mothers, training of mothers and project for children July 2009 (EU project)
- Croatia (2009): Train the Trainer Crisis Intervention

### Projekte
- The European Network for Traumatic Stress (TENTS) – EU Projekt
- Eutopa: Standards on Psychosocial Support – EU Projekt
- Fostering resilience after terrorism attacks (Impact Foundation) – EU Projekt
- Lay counseling in Humanitarian organisations
- Opsic Operationalizing psychosocial support in crisis FP7 Projekt

## Mitgliedschaften
- ESSTS (European Society for Traumatic Stress)
- ÖGP (Österr. Gesellschaft für Psychologie)
- ÖGST (Österr. Gesellschaft für Systemische Familientherapie)
- APA (American Psychological Association)
- IF Reference Centre for Psychosocial Support

## Schriften
- Krisenintervention bei Kindern und Jugendlichen. Crisis intervention with children and adolescents. Studia, Innsbruck 2002.
- mit G. Brauchle u. a.: Krisenintervention im Rettungsdienst. Studia, Innsbruck 2003.
- mit G. Brauchle, C. Hötzendorfer, T. Beck, M. Krampl, P. Andreatta, M. Werth, P. Kaiser, E. Ramminger, M. Friessnig, M. Risch, M. Ploner, C. Schönherr: Handbuch der Krisenintervention. 2., akt. und erg. Auflage. Studia Universitätsverlag, Innsbruck 2004.
- mit M. Werth, A. Roner, C. Schönherr und G. Brauchle: Krisenintervention bei Kindern und Jugendlichen. 2., akt. und erg. Auflage. Studia Universitätsverlag, Innsbruck 2004.
- mit T. Beck: Psychische Belastung von Einsatzhelfern im Grosschadensereignis. In: C. Schönherr, B. Juen, G. Brauchle, T. Beck, D. Kratzer (Hrsg.): Belastungen und Stressverarbeitung bei Einsatzkräften: Aktuelle Forschungsergebnisse der Arbeitsgruppe Notfallpsychologie der Universität Innsbruck. Studia Universitätsverlag, Innsbruck 2005, S. 127–144.
- mit F. Juen: Konflikte in Mutter-Kind-Interaktionen. Tectum Verlag, Marburg 2007.
- mit U. Öhler und S. Thormar: Posttraumatisches Wachstum bei Einsatzkräften. In: Zeitschrift für Psychotraumatologie, Psychotherapiewissenschaft und Psychologische Medizin. 7 (1), 2009, S. 9–19.
- mit S. Thormar, M. Olff und A. Marschang: The mental health impact of volunteering in a disaster setting: A review; submitted for publication. In: British Journal for Psychology. 2009.
- D. Peham, E. Bänninger-Huber, B. Juen, V. Ganzer: Mikroprozesse der Schuldgefühlsregulierung und deren Bedeutung für Prozesse der Sozialen Unterstützung: Zwei Einzelfallanalysen. In: B. Röhrle, A.-R. Laireiter (Hrsg.): Soziale Unterstützung und Psychotherapie: Fortschritte der Gemeindepsychologie und Gesundheitspsychologie. Band 18, dgvt-Verlag, Tübingen 2009, S. 563–586.
- mit D. Kratzer und M. Krampl: Stressverarbeitung nach belastenden Einsätzen (Foliensatz). Österreichisches Rotes Kreuz, Wien 2009. (Revised Training materials for the ARC on staff and volunteer support)
- mit M. Mooney und Ch. Rafalowsky: Stress management, a basic training course for paramedics and EMT. MDA, Tel Aviv 2009.
- Basic training course for disaster workers on psychological first aid. In: Croatian Red Cross. Dec 2009.
- mit R. Warger, B. Juen, F. Juen, H. Henzinger, H. Lehner: Krisenintervention in der Schule.. Gewerkschaft öffentlicher Dienst, Wien 2009. (eine Handmappe mit Checklisten für den Notfall) www.krisenintervention.tsn.at (Crisis intervention in schools checklists for emergencies to be used by schools), 2009
- mit M. Lindenthal: Mapping (of Internet-Sources) on Lay Counselling. 2011. adam-europe.eu (PDF; 499 kB)
- mit H. Siller, S. Gstrein: Report of the Literature Review on Lay Counselling. 2011. adam-europe.eu (PDF; 774 kB)
- mit D. Kratzer (Hrsg.): Krisenintervention und Notfallpsychologie. Studia, Innsbruck 2012.
- S. B. Thormar, B. P. Gersons, B. Juen, M. N. Djakababa, T. Karlsson, M. Olff: Organizational factors and mental health in community volunteers. The role of exposure, preparation, training, tasks assigned, and support. In: Anxiety, stress, and coping. Band 26, Nummer 6, 2013, S. 624–642, doi:10.1080/10615806.2012.743021, PMID 23205850.

## Auszeichnungen
- 2020: Ehrenzeichen des Landes Tirol[4]